# Winfield (Iowa)
Winfield è una città degli Stati Uniti d'America, situata nello Stato dell'Iowa, nella contea di Henry.